# Рябичевское сельское поселение
Рябичевское сельское поселение — муниципальное образование в Волгодонском районе Ростовской области. 
Административный центр поселения — хутор Рябичев.

## География
Сельское поселение расположено в центральной части района, граничит с Дубенцовским, Прогрессовским, Потаповским сельскими поселениями, Константиновским и Цимлянским районами. Площадь — 30160 гектаров, протяжённость уличной сети населённых пунктов 48 км. Протекают реки Старый Дон и Солоная, есть каналы, ерики и озёра.

### Климат
Климат муниципального образования характеризуется как умеренно континентальный со слабоватым увлажнением, жарким и засушливым летом и чуть выше среднего тёплой зимой. Температура воздуха в среднем за год составляет +9,2…+9,5 ºС. Наиболее высокая температура в июле +43,0 ºС, наиболее низкая в феврале  –36…–37 ºС. За год в среднем выпадает 479 мм осадков, большинство в летнее время. Относительная влажность в среднем за год — 72 %.

### Часовой пояс
Сельское поселение, как и вся Ростовская область, находится в часовой зоне МСК (московское время). Смещение применяемого времени относительно UTC составляет +3:00.

## История
В 1850-е годы на месте территории поселения находилось Мариинское станичное сообщество. Тогда числилось три населённых пункта с частью «Рабичев» в названии. Через несколько десятков лет два из них утратили статус населённых пунктов и вошли в состав станицы Мариинской. Первое упоминание о хуторе Холодный относится к 1837 году, станица Большовская основана в XVII веке, точная дата основания хутора Ясырев неизвестна.

## Административное устройство
В состав Рябичевского сельского поселения входят:
- хутор Рябичев;
- станица Большовская;
- хутор Холодный;
- хутор Ясырев.

## Население
| 2010  | 2012  | 2013  | 2014  | 2015  | 2016  | 2017  |
| ----- | ----- | ----- | ----- | ----- | ----- | ----- |
| 5187  | ↘5176 | ↘5118 | ↗5121 | ↘5077 | ↘5021 | ↘4934 |
| 2018  | 2019  | 2020  | 2021  |       |       |       |
| ↘4853 | ↘4754 | ↘4701 | ↘4592 |       |       |       |

### Почётные граждане
- Крахмальный Михаил Андреевич (1924—2008) — ветеран войны и труда, заслуженный работник сельского хозяйства, с 1978 года - директор рисосовхоза «Мелиоратор» в хуторе Рябичев.

## Инфраструктура
Три школы и детских сада. Аптечный и фельдшерско-акушерские пункты, библиотека, сельские Дома культуры, спортивная площадка.